# Lebensmittelvergiftung
Lebensmittelvergiftungen sind Nahrungsmittelunverträglichkeiten, die durch den Verzehr von Nahrungsmitteln mit giftigen (toxischen) Inhaltsstoffen ausgelöst werden. Davon abgegrenzt sind die nicht-toxischen Nahrungsmittelunverträglichkeiten (Nahrungsmittel-Intoleranzen, Nahrungsmittelallergien und Zöliakie).
Lebensmittel können mit verschiedensten Giften belastet sein, zum Beispiel mit Stoffwechselgiften von Bakterien, Pilzen oder Parasiten, mit giftigen Chemikalien oder Schwermetallen. Zu den Ursachen der Kontamination gehören Fehler bei der Produktion, mangelnde Hygiene in der Küche und unsachgemäße Aufbewahrung. Manchmal werden Lebensmittel absichtlich vergiftet, etwa zum Zweck einer Produkterpressung.

## Pathophysiologie
Es wird zwischen Lebensmittelintoxikationen und Lebensmittelinfektionen unterschieden.

### Lebensmittelintoxikation
Die Erkrankung erfolgt am häufigsten durch Aufnahme von Giften wie bakteriellen Toxinen.
Im Gegensatz zur Lebensmittelinfektion kommt es nicht zur Vermehrung der Keime im Körper, den Schaden richten nur ihre Stoffwechselprodukte an. Die häufigste Lebensmittelvergiftung in Deutschland erfolgt durch Kontamination von Lebensmitteln mit Staphylococcus aureus über die Hände des Zubereiters (z. B. nach Aufschneiden eines Schinkens), wobei dieser an sich nicht zwingend krankmachende Hautkeim sich bei längerem Herumstehen im Lebensmittel vermehrt. Nachfolgendes Kochen tötet den Erreger ebenso wie Magensäure zwar ab, die von ihm gebildeten (Entero-)Toxine überstehen aber diese Barrieren und führen zum charakteristisch kurzen, aber unter Umständen recht heftigen Beschwerdebild. Auch Bacillus- und Clostridienarten können Enterotoxine bilden und zu ähnlichen Beschwerden führen.
Eine Lebensmittelvergiftung kann auch verursacht werden durch:
- Hormone aus den Schilddrüsen von Schlachttieren (Trijodthyronin, Thyroxin),[2][3][4][5][6][7][8]
- toxische Metalle und Metallverbindungen (Arsen, Antimon, Zink),
- Pilztoxine (Orellanine),
- pflanzliche Toxine (Solanin) und
- Toxine aus marinen Tieren (Saxitoxine, Ciguatoxin, Tetrodotoxin)

### Lebensmittelinfektionen
Durch die Nahrung erfolgt die Aufnahme von pathogenen Mikroorganismen. Es kommt dadurch zu einer Lebensmittelvergiftung durch Infektion des Magen-Darm-Traktes. Die Keime bzw. die Bakterien vermehren sich im Menschen (Infektion) und verursachen dadurch nach kurzer Inkubationszeit (Stunden) die Beschwerden (z. B. Campylobacteriose, Salmonellose, Yersiniose). Oft produzieren diese Keime ebenfalls Toxine (z. B. Typhus, Cholera); in diesen Fällen ist eine strenge Unterscheidung zwischen Lebensmittelinfektion und Lebensmittelintoxikation nicht möglich. Erreger in Muscheln und rohem Fisch können Vibrio parahaemolyticus und Vibrio vulnificus sein.
Die Weltgesundheitsorganisation (WHO) hat 2015 in einem Bericht erneut darauf aufmerksam gemacht, wie gefährlich Krankheiten sind, die durch verdorbene Lebensmittel ausgelöst werden. Weltweit erkrankt jeder zehnte Mensch pro Jahr an einer Lebensmittelinfektion.

## Symptome
Die Symptome einer Lebensmittelvergiftung können, je nach auslösendem Toxin, sehr unterschiedlich sein. Vergiftungen mit Pflanzen oder Pilzen können zu Fieber, Übelkeit, Krämpfen, Halluzinationen und in manchen Fällen auch zum Tode führen. Fischvergiftungen können Übelkeit, Erbrechen und Durchfälle auslösen. Im Fall des Kugelfischs verursacht das Gift Tetrodotoxin Lähmungen, die auch die Skelettmuskulatur betreffen und so durch Atemlähmung zum Tod führen können.
Bei Lebensmittelinfektionen treten als Symptome meist nur Übelkeit, Erbrechen, Durchfälle und Bauchkrämpfe ohne Fieber auf. Dennoch können sie als infektiöse Enteritis (mit einer Inkubationszeit von ein bis vier Tagen), mit Leukozyten im Stuhl und häufig mit Fieber, wie die Lebensmittelintoxikation tödlich verlaufen.

## Therapie

### Grundlagen
Der Flüssigkeits- und Salzverlust durch Erbrechen und ausgeschiedenen Stuhl wird durch die Zufuhr großer Mengen an isotonischer Flüssigkeit ausgeglichen. Bei einer reinen Lebensmittelvergiftung hat eine antibiotische Therapie keinen Sinn, da keine Infektion mit einem vermehrungsfähigen Erreger vorliegt. Bei einigen bakteriellen Infektionen werden in schweren Fällen Antibiotika gegen die aktiven Bakterien oder Parasiten verabreicht.
Erbrechen und Stuhlgang sollen in den meisten Fällen nicht zurückgehalten werden, da sie Bakterientoxine schneller aus dem Körper entfernen.

### Meldepflicht
In Deutschland ist nach § 6 Absatz 1 Satz 1 Nummer 2 des Infektionsschutzgesetzes (IfSG) eine mikrobiell bedingte Lebensmittelvergiftung oder die Erkrankung an einer akuten infektiösen Gastroenteritis beim Gesundheitsamt meldepflichtig, wenn
- eine Person betroffen ist, die eine Tätigkeit in einem Lebensmittelunternehmen ausübt oder
- zwei oder mehr gleichartige Erkrankungen mit wahrscheinlichem oder vermutetem epidemiologischen Zusammenhang auftreten.

Soweit ein Lebensmittelunternehmen von dem Geschehen betroffen ist, muss auch die Lebensmittelüberwachung beim Veterinäramt tätig werden.
In Österreich sind bakterielle und virale Lebensmittelvergiftungen anzeigepflichtige Krankheiten gemäß § 1 Abs. 1 Epidemiegesetz 1950. Anzeigepflichtig sind Verdachts-, Erkrankungs- und Todesfälle.

### Vorbeugende Maßnahmen
Um zu vermeiden, dass Lebensmittel durch Bakterien, Pilze, Verfall usw. verderben, empfiehlt es sich in erster Linie, keimarme Rohware zu verwenden und diese sachgerecht zu lagern und zu verarbeiten. Insbesondere müssen je nach Produkt kritische Temperaturobergrenzen eingehalten werden. Im Haushalt sollte man die Vorräte an verderblicher Nahrung auf den kurzfristigen Verbrauch beschränken und eine ausreichende Kühlung verderblicher Lebensmittel sicherstellen. Neben weiteren allgemeingültigen Maßnahmen (saubere Arbeitsflächen und -werkzeuge, persönliche Hygiene etc.) kommen je nach Rohware, Herstellungsart, Verzehrszeitraum etc. noch weitere spezifische Maßnahmen in Betracht. Der Verbraucher kann sich hier auch an dem Mindesthaltbarkeitsdatum orientieren. Jedoch bedeutet ein abgelaufenes Datum nicht sofort, dass der Verzehr eines Produktes gesundheitliche Folgen mit sich trägt, sondern hier besonders drauf geachtet werden soll.
Das Bundesamt für Lebensmittelsicherheit und Veterinärwesen schlägt in Zusammenhang mit der Zubereitung von Fleisch folgende vier Hygieneregeln vor:
- Richtig waschen: Hände, Küchenutensilien, Arbeitsflächen etc. mit Seife waschen
- Richtig erhitzen: Min. 70 °C; auch beim erneuten Aufwärmen
- Richtig kühlen: Max. 5 °C
- Richtig trennen: Separaten Teller für rohes und gekochtes/gegrilltes Fleisch verwenden